# Alcedo
Alcedo – rodzaj ptaków z podrodziny zimorodków (Alcedininae) w obrębie rodziny zimorodkowatych (Alcedinidae).

## Rozmieszczenie geograficzne
Rodzaj obejmuje gatunki występujące w Eurazji, Afryce i Australazji.

## Morfologia
Długość ciała 13–22 cm; masa ciała 16–48,5 g.

## Systematyka
Rodzaj zdefiniował w 1758 roku szwedzki przyrodnik Karol Linneusz w 10. wydaniu Systema Naturae, publikacji własnego autorstwa poświęconej systematyce zwierząt i roślin. Gatunkiem typowym jest (późniejsze oznaczenie) podgatunek zimorodka zwyczajnego, A. atthis ispida.

### Etymologia
- Alcedo: łac. alcedo, alcedinis lub halcedo, halcedinis ‘zimorodek’. Późniejsza pisownia pochodzi od fałszywej etymologii gr. ἁλς hals ‘morze’[10].
- Ispida: epitet gatunkowy Alcedo ispida[a] Linnaeus, 1758; średniowiecznołac. hispida ‘zimorodek’[11]. Gatunek typowy (linneuszowska tautonimia): „Ispida” Brisson, 1760 (= Alcedo ispida[a] Linnaeus, 1758).
- Capya: gr. καπυω kapuō ‘wyzionąć’[12].
- Megalcedo: gr. μεγας megas, μεγαλη megalē ‘wielki’; rodzaj Alcedo Linnaeus, 1758[13]. Gatunek typowy (oryginalne oznaczenie (również monotypowe)): Alcedo hercules Laubmann, 1917.
- Cyanispida: gr. κυανος kuanos ‘ciemnoniebieski’; rodzaj Ispida Brisson, 1760[14]. Gatunek typowy (oryginalne oznaczenie (również monotypowe)): Alcedo coerulescens Vieillot, 1818.
- Euryzonia: epitet gatunkowy Alcedo euryzona Temminck, 1830; gr. ευρυς eurus ‘broda’; ζωνη zōnē ‘pasmo, pas’[15]. Gatunek typowy (oryginalne oznaczenie (również monotypowe)): Alcedo euryzona Temminck, 1830.
- Alcedoides: rodzaj Alcedo Linnaeus, 1758; gr. -οιδης -oidēs ‘przypominający’[16]. Gatunek typowy (oryginalne oznaczenie): Alcedo meninting Horsfield, 1821.
- Pseudalcedo: gr. ψευδος pseudos ‘fałszywy’; rodzaj Alcedo Linnaeus, 1758[17]. Gatunek typowy (oryginalne oznaczenie): Alcedo quadribrachys Bonaparte, 1850.
- Caeruleornis: łac. caeruleus ‘niebieski’; gr. ορνις ornis, ορνιθος ornithos ‘ptak’[18]. Gatunek typowy (oryginalne oznaczenie (również monotypowe)): Alcedo semitorquata Swainson, 1823.

### Podział systematyczny
Do rodzaju należą następujące gatunki:
- Alcedo peninsulae Laubmann, 1941 – zimorodek malajski
- Alcedo euryzona Temminck, 1830 – zimorodek modropierśny
- Alcedo meninting Horsfield, 1821 – zimorodek granatowy
- Alcedo hercules Laubmann, 1917 – zimorodek duży
- Alcedo quadribrachys Bonaparte, 1850 – zimorodek lśniący
- Alcedo semitorquata Swainson, 1823 – zimorodek turkusowy
- Alcedo atthis (Linnaeus, 1758) – zimorodek zwyczajny
- Alcedo coerulescens Vieillot, 1818 – zimorodek błękitny